# Albuen
Albuen (von dänisch Albue = Ellenbogen) ist eine seit Ende der 1960er Jahre unbewohnte Halbinsel an der Westspitze der dänischen Insel Lolland zwischen Nakskovfjord und dem Großen Belt. Sie hat eine Fläche von 720,6 Hektar  und ist durch eine 5 Kilometer lange und zwischen 20 und 200 Meter breite Landzunge namens Dragene mit Lolland verbunden. Auf alten Seekarten ist zu erkennen, dass Albuen Anfang des 20. Jahrhunderts noch eine Insel bildete. Auf Albuen befindet sich ein Leuchtturm für die Navigation im Langelandsbelt. Das Feuer wurde 2016 abgeschaltet.
Albuen gehört zur Kirchspielsgemeinde (dän.: Sogn) Kappel Sogn, die bis 1970 zur Harde Lollands Sønder Herred im Maribo Amt gehörte, seither zur Rudbjerg Kommune im damaligen Storstrøms Amt, die im Zuge der Kommunalreform zum 1. Januar 2007 in der Lolland Kommune in der Region Sjælland aufgegangen ist.